# Sycon karajakense
Sycon karajakense är en svampdjursart som beskrevs av Breitfuss 1897. Sycon karajakense ingår i släktet Sycon och familjen Sycettidae.
Artens utbredningsområde är havet utanför Grönland. Inga underarter finns listade i Catalogue of Life.